# Haggöl (Locknevi socken, Småland)
Haggöl är en sjö i Vimmerby kommun i Småland och ingår i Botorpsströmmens huvudavrinningsområde.